# Mats Sundell
Mats Sundell, född 1954, är en svensk bandymålvakt med Ljusdals BK som moderklubb. Han blev svensk mästare med Ljusdals BK 1975. Han är son till Åke Sundell och kusin till Dan Sundell.